# Emilio Rosenblueth (Ingenieur)
Emilio Rosenblueth (* 8. April 1926 in Mexiko-Stadt; † 11. Januar 1994) war ein mexikanischer Bauingenieur, der sich mit Erdbeben-Risiken und erdbebengerechtem Bauen befasste. Er war Professor an der Nationalen Autonomen Universität Mexikos.
Sein Vater Emilio Rosenblueth war in Mexiko geboren, arbeitete zuerst im Bekleidungsgeschäft der Familie, danach für lange Zeit in der Brauindustrie und war ein bekannter Maler; seine Mutter Charlotte Deutsch kam aus Ungarn. Rosenblueth studierte Bauingenieurwesen an der Nationalen Universität Mexikos und wurde an der University of Illinois at Urbana-Champaign bei Nathan M. Newmark promoviert. Die Dissertation behandelte probabilistische Analysen für das Erdbebenverhalten von Gebäuden. 1951 war er wieder in Mexiko, wo er ein Ingenieurbüro gründete (Diseño Racional, DIRAC). Mit dem Büro war er unter anderem an Bauten für die Olympischen Spiele 1968 beteiligt. Außerdem war er Professor an der Nationalen Universität Mexikos, an der er 1959 bis 1966 das Ingenieursinstitut leitete und danach Koordinator für Wissenschaft war. 1972 bis 1981 war er im Verwaltungsrat der Universität. 1977 bis 1982 war er Unterstaatssekretär für Bildungsplanung der mexikanischen Regierung.
1974 erhielt er den mexikanischen Nationalpreis für Wissenschaft, 1973 den Premio Luis Elizondo, 1976 die Alfred M. Freudenthal Medal der ASCE, 1988 den Bernardo A. Houssay Preis, 1987 die Nathan M. Newmark Medal und 1992 den mexikanischen Ingenieurs-Nationalpreis. 1985 erhielt er den Prinz-von-Asturien-Preis. 1963 bis 1965 war er Präsident der Academia de la Investigación Científica und 1972 wurde er Mitglied des El Colegio Nacional. Er war mehrfacher Ehrendoktor (University of Waterloo, Nationale Universität Mexikos, Carnegie Mellon University). 1970 wurde er in die National Academy of Sciences und 1976 in die American Academy of Arts and Sciences aufgenommen.
Er war seit 1954 verheiratet und hatte drei Söhne und eine Tochter. In seiner Freizeit spielte er klassische Musik am Klavier. Er starb an einem Aneurysma im Bauch.

## Schriften
- mit Nathan Newmark: Fundamentals of Earthquake Engineering, Prentice-Hall 1971
- mit Daniel Reséndiz, Enrique Mendoza: Diseño sísmico de presas de tierra y enrocamiento : estado del arte, Mexiko, Comisión Federal de Electricidad, Centro Editorial de la Dirección General 1978
- Herausgeber: Design of earthquake resistant structures, 1980